# Іст-Провіденс Тауншип (округ Бедфорд, Пенсільванія)
Іст-Провіденс Тауншип (англ. East Providence Township) — селище (англ. township) в США, в окрузі Бедфорд штату Пенсільванія. Населення — 1760 осіб (2020).

## Демографія
Згідно з переписом 2010 року, у селищі мешкали 1854 особи в 779 домогосподарствах у складі 525 родин. Було 923 помешкання
Расовий склад населення:
| - 98,6 % — білих - 0,7 % — чорних або афроамериканців - 0,1 % — корінних американців |

До двох чи більше рас належало 0,5 %. Частка іспаномовних становила 0,5 % від усіх жителів.
За віковим діапазоном населення розподілялося таким чином: 20,7 % — особи молодші 18 років, 61,5 % — особи у віці 18—64 років, 17,8 % — особи у віці 65 років та старші. Медіана віку мешканця становила 43,3 року. На 100 осіб жіночої статі у селищі припадало 95,8 чоловіків;  на 100 жінок у віці від 18 років та старших — 95,1 чоловіків також старших 18 років.
Середній дохід на одне домашнє господарство  становив 51 968 доларів США (медіана — 38 750), а середній дохід на одну сім'ю — 62 493 долари (медіана — 47 917). Медіана доходів становила 46 111 долар для чоловіків та 28 920 доларів для жінок. За межею бідності перебувало 12,3 % осіб, у тому числі 14,7 % дітей у віці до 18 років та 4,9 % осіб у віці 65 років та старших.
Цивільне працевлаштоване населення становило 959 осіб. Основні галузі зайнятості: мистецтво, розваги та відпочинок — 17,3 %, освіта, охорона здоров'я та соціальна допомога — 16,4 %, роздрібна торгівля — 10,5 %, транспорт — 9,9 %.